# 山川篤
山川 篤（やまかわ あつし、1914年（大正3年）11月3日 - 1997年（平成9年）5月29日）は、日本のフランス文学者。名古屋大学名誉教授。

## 略歴
愛知県（現：岩倉市）出身。東京で育ち、麻布中学校、旧制浦和高等学校卒、1938年東京帝国大学文学部仏文科卒。外務省嘱託として仏印に渡る。1948年第八高等学校教授、49年名古屋大学教養部助教授、56年文学部助教授、70年教授、71年「フローベール研究 作品批評史 1850～1870」で東大文学博士。78年名大定年退官、名誉教授。南山大学教授、83年退職。

## 著書
- 『フローベール研究 作品批評史(1850-1870)』風間書房 1970
- 『フランス・レアリスム研究 1850年を中心として』駿河台出版社 1977
- 『「ボヴァリ夫人」語彙索引』フランス図書 1979
- 『花袋・フローベール・モーパッサン』駿河台出版社 1993
- 『続 花袋・フローベール・モーパッサン』駿河台出版社 1995

### 翻訳
- 『かえるの王様 ラ・フォンテーヌ童話集』創芸社 1948
- バルザック『夫婦の生態』トツパン 1949
- 『モオパッサン全集 第2巻 遺産,或る巴里人の日曜日』創芸社 1950
- ジャン・コクトー『グラン・テカール』創芸社 近代文庫 1953